# Даньюб (город, Миннесота)
Даньюб (англ. Danube) — город в округе Ренвилл, штат Миннесота, США. На площади 1,3 км² (1,3 км² — суша, водоёмов нет), согласно переписи 2002 года, проживают 529 человек. Плотность населения составляет 422,5 чел./км².
- Телефонный код города — 320
- Почтовый индекс — 56230
- FIPS-код города — 27-14716[1]
- GNIS-идентификатор — 0642632[2]